# Общество за науки „Лайбниц“
Берлинското общество за науки „Лайбниц“ (на немски: Leibniz-Sozietät der Wissenschaften zu Berlin) е немскоезично сдружение на учени, основано през 1993 г. в Берлин. Нейната дейност се основава на интердисциплинарния и трансдисциплинарния обмен на научни знания, както се обсъждат фундаментални за науката въпроси, свързани с науката и развитието на обществото. Обществото за науки „Лайбниц“ представлява своеобразен приемник по персонален състав, а в някои аспекти на дейността си, на бившата “Академия на науките на Германската демократична република” (ГДР).

## История
Общество за науки „Лайбниц“ е създадено на 15 април 1993 г. И е регистрирана като организация с нестопанска цел.
Общество за науки „Лайбниц“ носи името си в памет на Готфрид Вилхелм Лайбниц, инициатор и първи президент на “Избирателното Бранденбургско дружество на науките”, основано през 1700 г. Академията е научно дружество в развиващо се под ръководството на Даниел Ернст Яблонски в качеството му на вицепрезидент (по-късно президент; съименник на медал на “Обществото Лайбниц“). От това дружество, по-късно, възниква “Академията на науките в Берлин”, която е имала различни имена. Най-известните са: „Académie Royale des Sciences et Belles-Lettres“ (от 1746 г.), “Кралска пруска академия на науките в Берлин” (Пруска академия на науките) (до 1945 г.), “Германска академия на науките в Берлин” (DAW, 1946–1972), след това “Академия на науките на ГДР” (AdW, 1972–1991).
През 1990 г., след обединението на Германия, Академията на науките на ГДР е отделена от изследователските институти и други институции като „научно дружество“, което е закрито през 1992 г. Изследователските институти и институции са съществували до 31 декември 1991 г. Част от  институциите са преобразувани в звена към други научни институции.
Съгласно Договора за обединение, решението относно бъдещето на едно научно дружество е следвало да бъде взето в съответствие с действащото държавно законодателство. Отделът за наука и изследвания към парламента в Берлин постановява, че научното дружество към Академията на науките на ГДР не може да бъде разглеждано като наследник на традициите на Берлинската академия на науките. В този смисъл е изключена възможността бъдеща академия в Берлин да надгражда своята дейност върху институционалната приемственост с Академията на науките на ГДР. Тогава създаването на нова институция с нова правила се приема за наложително. Така, на 28 март 1993 г. е създадена Берлин-Бранденбургска академия на науките (Berlin-Brandenburgische Akademie der Wissenschaften, BBAW). Съгласно държавния договор от 1992 г., новата академия поема активите и инфраструктурата (включително библиотеката, архива и попечителството) на научното дружество към бившата Академия на науките на ГДР, като същевременно продължава нейните дългосрочни и редакционни проекти.
Преди Обединението на Германия, Академията на науките на ГДР разполага с около 400 членове. На 15 април 1993 г., 122 бивши членове на Академията, които не са били приети в новооснованата Берлин-Бранденбургска академия на науките (BBAW), основават регистрираното сдружение „Обществото Лайбниц“ (Leibniz-Sozietät), което от 2007 г. носи името Общество за науки „Лайбниц“ в Берлин (Leibniz-Sozietät der Wissenschaften zu Berlin).
Чрез ежегодни избори на нови членове броят на участниците в сдружението постепенно се увеличава до над 300, с което се променя и вътрешната му структура. Финансирането се осъществява чрез членски внос, дарения и други вноски от страна на членовете. Днес тази Академия се приема като правоприемник на научното дружество към бившата “Академия на науките на ГДР”. Все още обаче продължава спорът относно въпроса коя институция следва да бъде призната за легитимен наследник на “Дружеството на науките и хуманитарните науки”, основано през 1700 г. — далОбщество за науки „Лайбниц“ в Берлин, или “Берлин-Бранденбургска академия на науките” (BBAW). Академия “Обществото Лайбниц” обосновава претенцията си с кадровата приемственост от Академията на науките на ГДР, докато BBAW се позовава на своя политически и институционален мандат, предоставен с държавния договор за Обединението на Германия от 1992 г.

## Цел
Обществото за науки „Лайбниц“ е свободно сдружение на учени в областта на естествените науки, инженерните науки, математиците, медицинските учени, както и учени в областта на хуманитарните науки и социалните науки. Основателите на Академията приемат, че е тя е свързана с “Бранденбургското дружество за науки и хуманитарни науки” от векове на непрекъсната съвместна работа на своите членове. Обществото за науки „Лайбниц“ надгражда независимите изследвания на своите членове и предоставя форум за дискусии и публичност. Членовете и гостите по-специално култивират интердисциплинарен и трансдисциплинарен дискурс и обсъждането на актуални фундаментални проблеми на науката и обществото. Чрез своята работа Академията се стреми да допринесе за изграждането на подходящ принос към интелектуалния живот на нашето време.
Целта на Общество за науки „Лайбниц“ е да култивира и популяризира науките в традициите на Готфрид Вилхелм Лайбниц в интерес на широката общественост. За тази цел Общество за науки „Лайбниц“ организира научни събития, където се представят научните открития на своите членове и гости, по-специално за интердисциплинарни дискусии на високо научно ниво. Всички научни събития на Общество за науки „Лайбниц“ са широко достъпни, отворени за обществеността.
Избраните членове на Общество за науки „Лайбниц“ь провеждат съвместни изследователски проекти с колеги, приятели и гости на дружеството. В този контекст се ръководят и представят дипломни работи, както и други форми на научни изследвания, които могат да бъдат подлагани на академична дискусия и публикувани.
Чрез всички свои дейности Общество за науки „Лайбниц“ безкористно насърчава интелектуалното развитие на обществото и защитава науката от антинаучни тенденции. Ежегодната отчетност се осъществява публично в рамките на традиционния „Ден на Лайбниц“, на който се представя обзор на постиженията и активностите през годината.
Освен това дружеството издава две научни поредици, онлайн списание и онлайн бюлетини, като част от усилията си за популяризиране на научното познание.

## Инициятиви
Членовете на Общество за науки „Лайбниц“ се събират веднъж месечно за публични срещи, където се изнасят и обсъждат научни лекции. Всяка година те организират „Ден на Лайбниц“, който е установен в устава на Общество за науки „Лайбниц“ от 1812 г. и служи и като събитие за публична отчетност.
Заседанията на Общество за науки „Лайбниц“ се провеждат като интердисциплинарни и трансдисциплинарни форуми в рамките на две основни направления:
- „Естествени науки и инженерство“, който включва също математика, науки за живота и медицина и
- „Социални и хуманитарни науки“.

Към тях се добавя и „Пленарна сесия“, която включва всички членове на Академията за обсъждане на въпроси от общ научен интерес.
Освен регулярните заседания, Общество за науки „Лайбниц“ организира научни колоквиуми, конференции и други академични събития с международно участие, като част от ангажимента си към обмен на научни знания и глобалния диалог. Такива заседания са:
- 2005 — „Академиите във времената на промени“ и признанието на постиженията на Алберт Айнщайн.
- 2007 — чест на Коменски и на Леонард Ойлер.
- 2011 — Конференция „50 години пилотирани космически полети“ и конференцията „От ядрена патова ситуация до свят без ядрени оръжия – в памет на Клаус Фукс“.[7]
- 2012 — „Енергиен преход - Развитие на производителните сили и общественият договор“ и конференцията „Жан-Жак Русо между Просвещението и Модерността“ по случай 300-годишнината от рождението.[8]
- 2013 — Конференция „Включване и интеграция“ и конференцията „От минерала към ноосферата“ по случай 150-годишнината от рождението на Владимир Иванович Вернадски.
- 2014 — Конференция „Балканите в Първата световна война, интересите на великите сили и регионалните конфликти“ съвместно с Македонската академия на науките и изкуствата.
- 2015 — Конференция „Информатика и общество“ съвместно с Берлинския университет по приложни науки и икономика.[9]
- 2016 — В чест на Готфрид Вилхелм Лайбниц по случай 300-годишнината от смъртта му сапътствано с няколко събития.
- 2017 — “Миграция и междукултурност. Теории – Методи – Практически приложения”.
- 2018 — “Марксизъм и теология”.
- 2019 — “Вирусни инфекции” – Стари и нови патогени и методи за ваксинална превенция.
- 2021 — “Рудолф Вирхов и Херман фон Хелмхолц”: Тяхната работа в и за Берлин – Импулси за Берлин като здравен град.
- 2022 — Език – Дискурси – Формиране на мнение.
- 2023 — “30 години Лайбницко общество” – 30 години научно развитие.
- 2024 — “Кант и рецепцията на Просвещението”.

В рамките на десет работни групи членовете на Общество за науки „Лайбниц“, съвместно с външни колеги и млади изследователи, разглеждат основни въпроси на науката и обществото. Тези работни групи са особено активни в следните области:
- история на науката и академичните институции;
- педагогика;
- социален анализ и класова структура;
- геонауки, минно дело и науки за околната среда;
- космос и астронауки [10];
- философия на простотата като принцип[11]
- изследване на предисторията и революцията от 1848 г.;
- теми като толерантност, време и еволюция;
- обща технология и технологична промяна [12];
- теоретични изследвания върху възникващи системи, информация и общество[13].

Резултатите от работата на групите се представят публично и подлежат на научна дискусия. Същите оказват влияние при формирането на бъдещи научни стратегии и обществена политика.

## Почетни членове
- Абдусалам Гусейнов (Москва)
- Зигмунд Йен (Sigmund Jähn)
- Георг Кацер (Georg Katzer)
- Хироши Кавай (Япония) (Hiroshi Kawai)
- Вернер Цорн (Werner Zorn)

## Членове от България
- Хенриета Тодорова
- Иван Юхновски
- Емилия Стайчева

## Изпълнителен съвет
Президенти:
- 1993–1998 Самуел Митя Рапопорт (Samuel Mitja Rapoport)
- 1998–2006 Херберт Хьорц (Herbert Hörz), от 2009 г. почетен президент
- 2006–2012 Дитер Б. Херман (Dieter B. Herrmann)
- 2012–2019 Герхард Банзе (Gerhard Banse)
- 2019–2020 Райнер Е. Цимерман (Rainer E. Zimmermann)
- от 2021 г. Герда Хаслер (Gerda Haßler)[14]

Вицепрезиденти на Общество за науки „Лайбниц“ са Волфганг Метлинг и Дороте Рьозеберг. Секретари са Йохен Флайшхакер и Герхард Пфаф. Касиер беше Хайнц-Юрген Роте († 2024), а ръководител на секретариата е химикът Клаус Бъткер.

## Награди
Обществото за науки „Лайбниц“ присъжда следните награди и отличия:
- Почетен член на дружеството Лайбниц
- Почетна грамота на дружеството Лайбниц
- Медал „Готфрид Вилхелм Лайбниц“
- Медал „Даниел Ернст Яблонски“
- Награда за сътрудничество „Самуел Митя Рапопорт“

## Финансиране
Обществото за науки „Лайбниц“ се финансира чрез: членски внос, фондация, наречена „Приятели на обществото Лайбниц“, както и чрез грантове и дарения. От 2004 г получава и държавно финансиране от Департамента по икономика, технологии и изследвания на Берлинския сенат.

## Референции
- Herbert Wöltge: Die Unausrottbaren? Anmerkungen und Notizen zur Gründung der Leibniz-Sozietät, Sitzungsberichte der Leibniz-Sozietät der Wissenschaften zu Berlin, 118 (2014), 149–177 online, pdf
- Banse, Gerhard, Kant, Horst, Pfaff, Gerhard. 30 Jahre Leibniz-Sozietät der Wissenschaften zu Berlin: eine Chronik. 1. Auflage.   Berlin, Trafo Wissenschaftsverlag, 2023. ISBN 9783864642500.

## Интернет страници
- Homepage der Leibniz-Sozietät der Wissenschaften zu Berlin
- Artikel zum 30. Jahrestag der Sozietät